# Escuderia Gironella
L'Escuderia Gironella és una entitat esportiva berguedana dedicada al món del motor creada a Gironella el 1970. Organitza el ral·li Critèrium del Berguedà des del 1972.

## Història
L'entitat es fundà l'1 de novembre de 1969 (formalment, el 4 de maig del 1970) i en fou el primer president Lluís Bertran. El mateix any de la seva creació, amb l'ajut del Biela Club Manresa, els fundadors de l'escuderia organitzaren el 1r Trofeu Alt Llobregat, competició que tindria llarga història i seria coneguda com la Pujada Gironella-Casserres. A partir d'aleshores diversos corredors participaren en proves esportives amb l'Escuderia, entre elles els ral·lis Osona, Rias Baixas, 2000 Viratges o el Barcelona-Andorra. També s'establiren col·laboracions (que serien recíproques) amb les principals escuderies de Catalunya i amb el RACC.
Des del 1972, l'entitat organitzà el Critèrium del Berguedà, puntuable per al Campionat de Catalunya, i impulsà proves de trial i enduro puntuables per al Campionat d'Europa. En els darrers anys, les seves proves emblemàtiques han estat el Critèrium del Berguedà i el Ral·li Clàssics.
Des de l'any 1992, l'Escuderia publica la revista Tot motor, dirigida als seus socis.

## Competicions
L'Escuderia ha creat moltes proves esportives, en solitari o col·laborant amb altres entitats:
- 1969: Pujada Gironella-Casserres (ininterrompuda fins al 1993).
- 1971: Trial d'hivern de Gironella. Més tard es diria Trial de Gironella i finalment Trials socials del Berguedà.
- 1972: Sis hores de resistència tot terreny, prova d'enduro. Més tard es diria Tot terreny de Gironella i Enduro de Gironella.
- 1972: Critèrium del Berguedà (ininterromput fins a l'actualitat).
- 1975: Tres hores de resistència tot terreny de Puig-reig, prova d'enduro.
- 1976: Tres hores de resistència tot terreny de Vilada, prova d'enduro.
- 1984: Ralli social - Concentració turística.
- 1984: Ral·li Alt Llobregat per equips (motociclisme, prova de regularitat).
- 1987: Ral·li de terra (Campionat d'Espanya 1987).
- 1989: Campionat d'Europa d'Enduro a Gironella.
- 1990: Concentració turística d'alta muntanya, prova d'automòbils 4x4.
- 1990: Trobada de motos antigues de Gironella
- 1991: Sortida nocturna del Berguedà 4x4.
- 1995: Ral·li Clàssics Vila de Gironella.

## El Critèrium

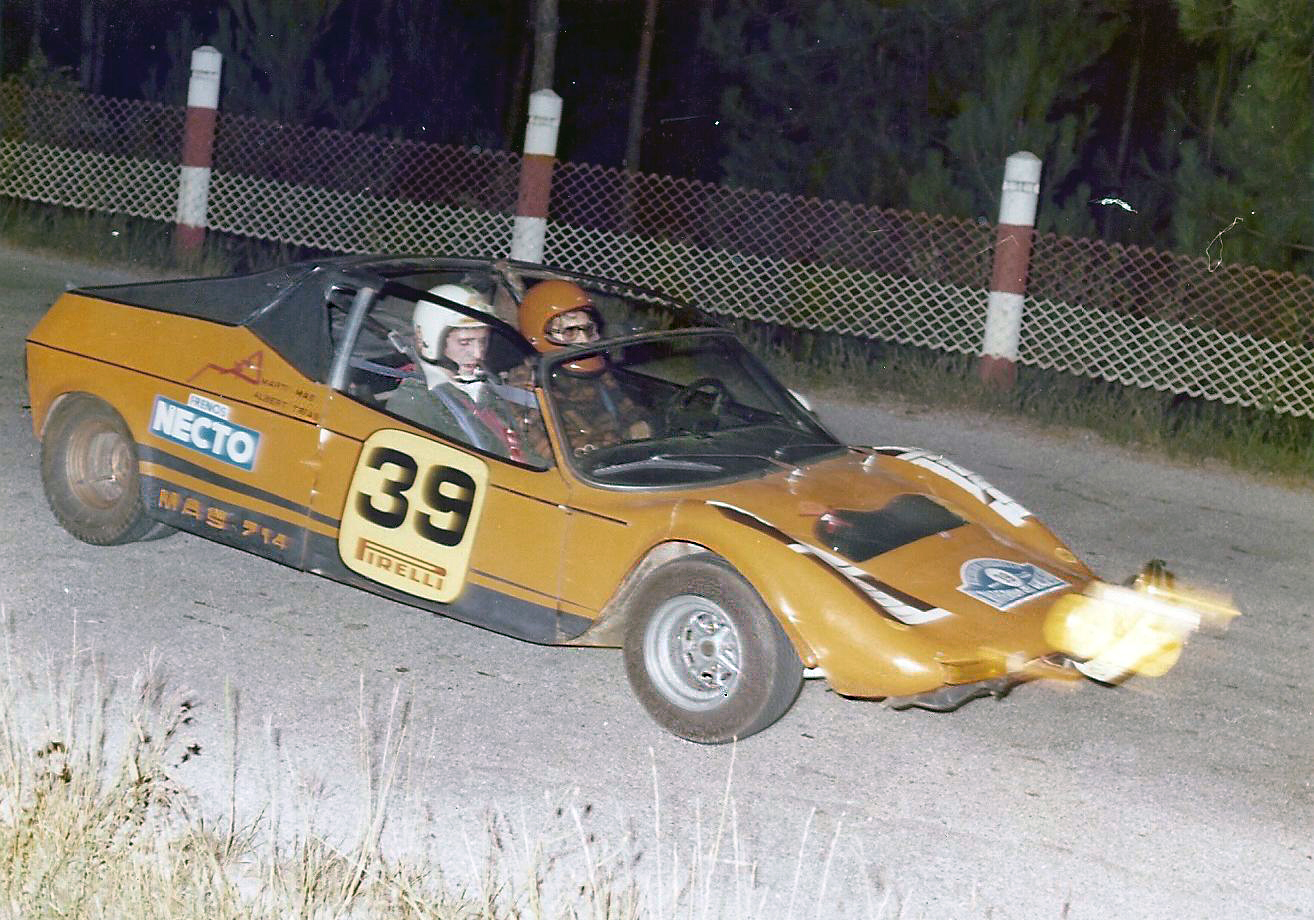
Un MAS 714 al IV Critèrium del Berguedà (1975)

El Critèrium del Berguedà és un ral·li d'asfalt disputat a l'entorn de la vila de Gironella des del 1972. És la prova més emblemàtica de l'Escuderia Gironella i sempre ha destacat dins del Campionat de Catalunya de ral·lis d'asfalt. El traçat de la prova transcorre dins les comarques del Berguedà i el Lluçanès, tot i que esporàdicament ha arribat al Solsonès.

### Trams clàssics del Critèrium
- Gironella - Casserres. Recorregut entre aquestes dues poblacions berguedanes, sempre disputat de pujada (sentit Casserres). Alguns anys el tram ha acabat a Puig-Reig.
- La Guàrdia. Tram de la carretera Puig-Reig - Prats de Lluçanès que passa per davant de Santa Maria de la Guàrdia.
- Prats - Olost. Recorregut entre aquestes dues poblacions del Lluçanès, algunes vegades disputat en sentit contrari.
- Costa dels Gats. tram de la carretera de Santa Eulàlia de Puig-oriol a Sant Boi de Lluçanès.
- El Gall. Tram Berga - Cercs.